# ليا كونيغ
ليا كونيغ (بالعبرية: ליא קניג‏) (ولدت في 30 نوفمبر 1929) هي ممثلة إسرائيلية،  وتُلقب بالسيدة الأولى للمسرح الإسرائيلي. 
حصلت على جائزة إسرائيل في التمثيل في عام 1987. 

## حياتها
ولدت ليا كونيغ في عام 1929 في وودج في بولندا، في عائلة يهودية علمانية من أصل يهودي أشكنازي. وكان والداها دينا وجوزيف كامين يعملان ممثلين باللغة اليديشية.  وأمضت طفولتها في بولندا، ثم في طشقند في جمهورية أوزبكستان الاشتراكية السوفياتية. وقُتل والدها في الهولوكوست. وفي نهاية الأربعينيات، هاجرت مع والدتها إلى رومانيا، حيث بدأت الدراسة في الجامعة الوطنية للفنون في بوخارست وظهرت لأول مرة في المسرح اليهودي.  وفي عام 1961 هاجرت إلى إسرائيل.
وتمثل كونيغ باللغة العبرية في المقام الأول، وتؤدي عروضها المسرحية في إسرائيل وفي جميع أنحاء العالم، وتعمل أيضًا في المسارح اليديشية.  وتتحدث الإنجليزية والعبرية والألمانية والبولندية والرومانية والروسية واليديشية.

## جوائز
- في عام 1987، حصل على جائزة إسرائيل للتمثيل. [6]
- منحت لها كل من جامعة تل أبيب وجامعة بار إيلان الدكتوراه الفخرية.
- في عام 2012 حصلت على جائزة EMET للفن والثقافة

## hنظر أيضا
- قائمة الفائزين بجائزة إسرائيل

## روابط خارجية
- الموقع الرسمي